# AMOS (Satellit)

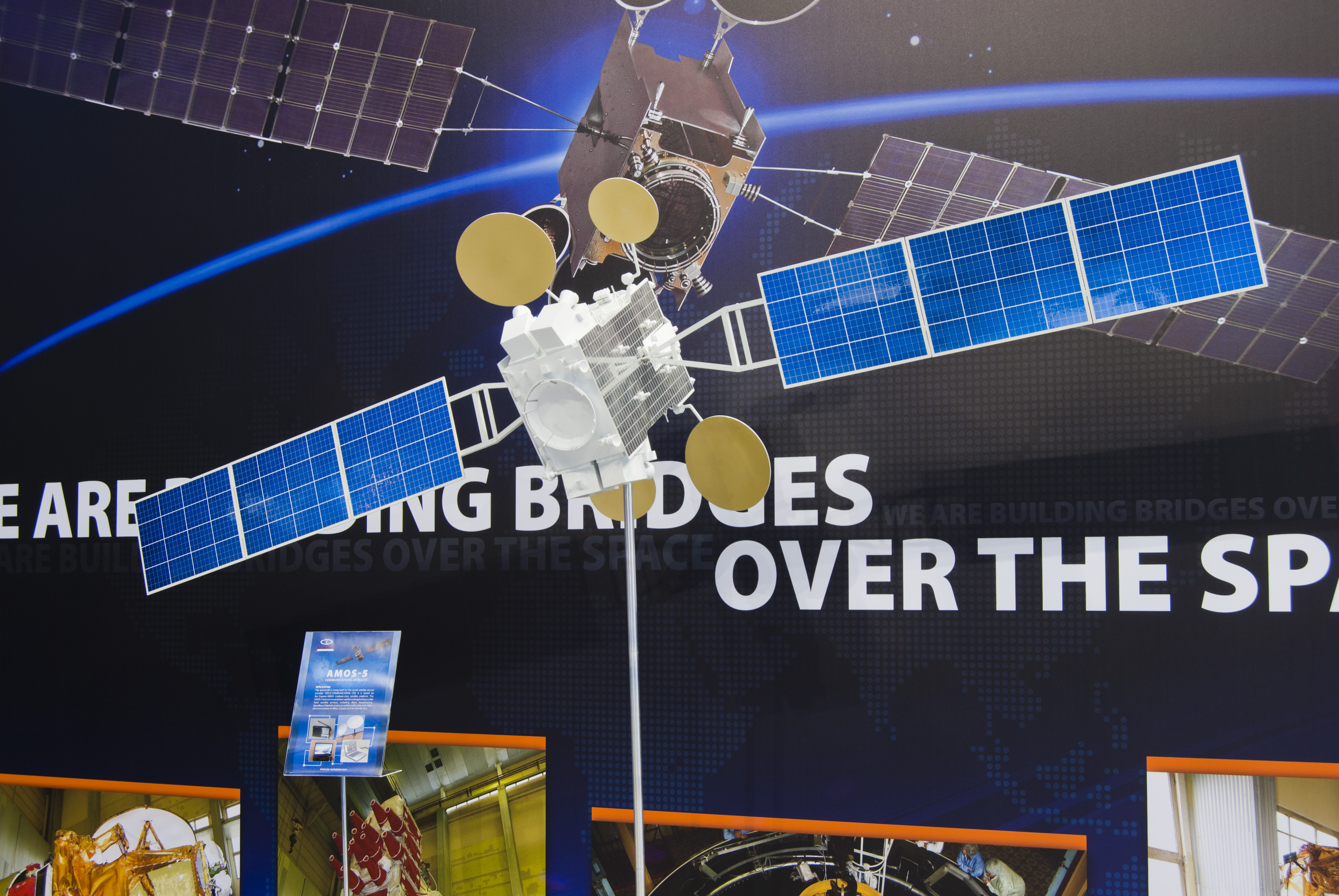
Modell von AMOS-5 auf der IFEMA in Madrid

AMOS (hebräisch עמוס) ist die Bezeichnung eines israelischen Satellitenbusses und einer Serie von geostationären israelischen Kommunikationssatelliten, von denen einige auf dem AMOS-Bus basieren. Die Satelliten werden von Spacecom betrieben. Der AMOS-Bus und die darauf aufgebauten Satelliten AMOS-1 bis -4 sowie AMOS-6 wurden von Israel Aerospace Industries hergestellt.
„AMOS“ steht als Abkürzung für Affordable Modular Optimized Satellite (Bezahlbarer modular optimierter Satellit). Zugleich erinnert es an den Namen des Propheten Amos, der im 8. Jahrhundert v. Chr. im Nordreich Israel wirkte.

## Spacecom
Spacecom wurde 1993 mit dem Ziel gegründet, einen neu zu bauenden israelischen Kommunikationssatelliten zu vermarkten. Bis 2005 war Spacecom von vier Eigentümern kontrolliert, darunter Israel Aerospace Industries und die israelischen Investmentholding Eurocom Group. 2005 ging Spacecom an die Börse von Tel Aviv. Der Hauptsitz befindet sich in Ramat Gan.
Spacecom bietet mit den AMOS-Satelliten die Übertragung von Direct-to-Home-Rundfunk, Breitband-Telefonie und Satelliten-Internet an.

## Satelliten

### AMOS-1
| Start:                | 16. Mai 1996   |  | COSPAR-Bezeichnung: | 1996-030B                             |
| Trägerrakete:         | Ariane 44L V86 |  | Startplatz:         | ELA-2, Weltraumzentrum Guayana        |
| Startgewicht:         | 961 kg         |  | Position:           | 4° West                               |
| Geplante Lebensdauer: | 12 Jahre       |  | Verbleib:           | Ab 2009 Weiterbetrieb als Intelsat 24 |

AMOS-1 war der erste israelische Kommunikationssatellit. Basierend auf den Ofeq-Aufklärungssatelliten wurde er in Zusammenarbeit mit der DASA und Alcatel Espace entwickelt. Der Start erfolgte am 16. Mai 1996 von Centre Spatial Guyanais in Französisch-Guayana. Auf dem Satelliten befanden sich 7 Ku-Band-Transponder (plus zwei in Reserve) für eurasische Kommunikationsdienste. 2009 wurde er an die Intelsat S.A. verkauft, die ihn bis Juli 2012 unter der Bezeichnung Intelsat 24 betrieb.

### AMOS-2
| Start:                | 27. Dezember 2003 |  | COSPAR-Bezeichnung: | 2003-059A                    |
| Trägerrakete:         | Sojus-FG/Fregat   |  | Startplatz:         | Kosmodrom Baikonur           |
| Startgewicht:         | 1370 kg           |  | Position:           | 4° West                      |
| Geplante Lebensdauer: | 13 Jahre          |  | Verbleib:           | Deaktiviert am 2. April 2017 |

AMOS-2 war mit seinem Vorgänger AMOS-1 co-positioniert, so dass sich beide eine einzige Weltraumposition teilen konnten und mit der gleichen Ausrichtung der Empfangsanlage erreicht werden konnten. An Bord des Satelliten befanden sich 22 Ku-Band-Transponder (plus sechs in Reserve) für Kommunikationsdienste. Er diente zur Übertragung von Fernseh- und Rundfunksignalen für die Regionen Naher/Mittlerer Osten, Europa und über eine Atlantikbrücke in die östliche USA.
AMOS-2 konnte nicht nur mehr Transponder bedienen, sondern sie waren mit 76 Watt auch leistungsstärker als die 33 Watt pro Transponder bei AMOS-1. Dadurch konnte die europäische Abdeckung erheblich ausgeweitet werden, und zwar auf das Uralgebirge im Osten, London im Westen, den Balkan im Süden und eine bessere Abdeckung der Golfstaaten.
Er wurde am 2. April 2017 deaktiviert und in einem Friedhofsorbit verschoben.

### AMOS-3 (inzwischen AMOS-60)
| Start:                | 28. April 2008 |  | COSPAR-Bezeichnung: | 2008-022A          |
| Trägerrakete:         | Zenit-3SLB     |  | Startplatz:         | Kosmodrom Baikonur |
| Startgewicht:         | 1250 kg        |  | Position:           | 4° West            |
| Geplante Lebensdauer: | 18 Jahre       |  | Verbleib:           | in Betrieb         |

AMOS-3 basiert auf AMOS-2 und wurde mit verbesserter Elektronik ausgerüstet. Er ersetzt den Satelliten AMOS-1 und besitzt 24 Ku-Band und 3 Ka-Band Transponder. Wurde im Jahr 2018 zum 60-jährigen Jubiläum des Staates Israel in AMOS-60 umbenannt.

### AMOS-4
| Start:                | 31. August 2013 |  | COSPAR-Bezeichnung: | 2013-045A          |
| Trägerrakete:         | Zenit-3SLB      |  | Startplatz:         | Kosmodrom Baikonur |
| Startgewicht:         | 4250 kg         |  | Position:           | 65° Ost            |
| Geplante Lebensdauer: | 12 Jahre        |  | Verbleib:           | in Betrieb         |

Mit dem Start von AMOS-4 auf die neue geostationäre Position 65° Ost erweiterte Spacecom sein Angebot erheblich. Mit der Konstellation von AMOS-2 und -3 auf der Position 4° West und AMOS-4 erreicht Spacecom fast 80 % der Weltbevölkerung. Der Satellit wurde von Israel Aerospace Industries und der Thales Group gebaut. Er soll Indien, den Nahen und Mittleren Osten sowie Russland versorgen, kann aber bei Bedarf auch China, Osteuropa und Südafrika abdecken. Er ist mit 4 Ku- und 8 Ka-Band-Transpondern sowie 10 Antennen ausgerüstet und für eine Lebensdauer von 12 Jahren ausgelegt.

### AMOS-5
| Start:                | 11. Dezember 2011 |  | COSPAR-Bezeichnung: | 2011-074A                              |
| Trägerrakete:         | Proton-M          |  | Startplatz:         | Kosmodrom Baikonur                     |
| Startgewicht:         | 1972 kg           |  | Position:           | 17° Ost                                |
| Geplante Lebensdauer: | 15 Jahre          |  | Verbleib:           | Kommunikationsverlust im November 2015 |

AMOS-5 verfügte über 18 C-Band-Transponder und 16 Ku-Band-Transponder. Anders als die vorangegangenen Satelliten wurde AMOS-5 vom russischen Hersteller ISS Reshetnev gebaut. Der Satellit basiert auf dem Bussystem Express 1000H und kostete 157 Millionen US-Dollar. Die Kommunikation zu AMOS-5 brach am 21. November 2015 aus unbekannten Gründen ab. Mitte Dezember 2015 wurde der Satellit als Totalverlust eingestuft, da alle Versuche zur Wiederbelebung von AMOS-5 fehlschlugen.

### AMOS-6
Der Start des Kommunikationssatellit AMOS-6 war für den 3. September 2016 auf einer Falcon-9-Rakete des US-amerikanischen privaten Startanbieters SpaceX geplant. Der Satellit sollte AMOS-2 auf der Position 4°W ersetzen. Geplant war, dass AMOS-6 der erste Satellit im Rahmen der Internet.org-Initiative werden sollte, deren Ziel es ist, Nutzer in Afrika – insbesondere südlich der Sahara – mit drahtlosen Internetzugängen zu versorgen. Dazu war der 5250 kg schwere Satellit mit 39 Ku-Band-Transponder, 24 Ka-Band-Punktstrahlen und 2 S-Band-Transponder ausgerüstet. Seine geplante Lebensdauer wurde auf 16 Jahre geschätzt.
Am 1. September 2016 explodierte die Falcon 9 während der Vorbereitungen eines Testlaufes der Triebwerke, der routinemäßig vor jedem Start durchgeführt wird, auf der Startrampe. Die Nutzlast, der israelische Kommunikationssatellit AMOS-6, war bereits auf der Rakete montiert und wurde bei der Explosion zerstört.

### AMOS-7
| Start:                | 5. August 2014, 08:00 UTC   |  | COSPAR-Bezeichnung: | 2014-046A    |
| Startgewicht:         | 4535 kg                     |  | Position:           | 4° Ost       |
| Geplante Lebensdauer: | urspr. 4 Jahre (verlängert) |  | Verbleib:           | (in Betrieb) |

Am 27. Februar 2017 ging AMOS-7 in Betrieb. Er ersetzte anstelle von AMOS-6 den 13 Jahre alten AMOS-2. AMOS-7 ist kein neuer Satellit, sondern der wiederverwertete AsiaSat 8, den Spacecom für mindestens vier Jahre leaste.

### AMOS-8
AMOS-8 ist ein geplanter Satellit, der AMOS-7 bei 4° West ersetzen soll. Mit 39 Ku-Band-, 24 Ka-Band- und zwei S-Band-Transpondern ähnelt er AMOS-6. Der Start war für das Jahr 2022 vorgesehen, jedoch ist der aktuelle Status unklar.

### AMOS-17
| Start:                | 6. August 2019, 23:23 UTC |  | COSPAR-Bezeichnung: | 2019-050A             |
| Trägerrakete:         | Falcon 9 v1.2             |  | Startplatz:         | Cape Canaveral SLC-40 |
| Startgewicht:         | ca. 6500 kg               |  | Position:           | 17° Ost               |
| Geplante Lebensdauer: | 19 Jahre                  |  | Verbleib:           | (in Betrieb)          |

AMOS-17 wurde am 7. August 2019 (MESZ) mit einer Falcon 9 gestartet. Für den Betreiber war der Start kostenlos, als Ausgleich für den Fehlstart von AMOS-6. Der Satellit versorgt von der Position 17° Ost aus Afrika, den mittleren Osten und Europa und hat eine geplante Lebensdauer von 20 Jahren.